# Links 2 3 4
Pistes de Mutter
Mein Herz brennt Sonne
Links 2 3 4 est une chanson du groupe Rammstein parue sur l'album Mutter. Cette chanson est une réponse aux accusations subies par le groupe quant à ses éventuelles sympathies pour les mouvements néo-nazis dont certains les accusaient. Les paroles disent « Sie wollen mein Herz am rechten Fleck [...] da schlägt es links », ce qui peut plus ou moins se traduire par « Ils veulent mettre mon cœur à droite [...] pourtant il bat à gauche ». Également, la répétition du terme links (gauche) rappelle les anciennes musiques du Parti communiste d'Allemagne des années 1930.
Bien qu'aucun lien n'ait été établi avec les paroles de la chanson, il a été rapporté que la formule "Links, 2-3-4" ("Gauche, 2-3-4") était utilisée par les gardiens du camp de concentration d'Auschwitz lorsqu'ils escortaient les détenus jusqu'à leur lieu de travail.
Le single contient aussi le titre Halleluja.